# Julià de Jòdar
Julià de Jòdar i Muñoz (Badalona, 28 de dezembro de 1942) é um escritor,  e tradutor, em catalão. Sua magnum opus é a trilogia  L'atzar i les ombres , que compreende as novelas L'àngel de la segona mort, El trànsit de les fades y El metall impur.
Colaborador regular de revistas culturais e outros meios de comunicação, como jornais e rádio.

## Biografia
Embora os seus primeiros passos em seus estudos foram à engenharia e obteve seu diploma em Engenharia Química, em 1964, ele deixou após esse caminho para estudar humanidades. Então, ele se formou em História Moderna e Contemporânea, em 1973, e tornou-se estudos de teatro na Escola de Arte Dramática Adrià Gual. Ele era um membro da equipe de Ricard Salvat.
Em 2009, seu romance Pastoral catalana , uma espécie de homenagem ao escritor norte-americano Philip Roth e seu romance American Pastoral recebeu o  Prêmio Carlemany  concedido anualmente pelo governo de Andorra.
Desde 2006 colabora mensalmente no jornal Avui, quinzenal no jornal El Punt semanal Elsingulardigital e, mais raramente, em Vilaweb.
Em 13 de outubro de 2012 foi no número oitenta e quatro na lista de  CUP-alternativa de esquerda por Barcelona em eleições para o Parlamento da Catalunha, 2012, a fim de fechar a lista de constituinte.

## Trabalho publicado

### Romance
- L'àngel de la segona mort. Barcelona: Quaderns Crema, 1997. ISBN 978-84-7727-185-7
- El trànsit de les fades. Barcelona: Quaderns Crema, 2001. ISBN 978-84-7727-344-8
- L'home que va estimar Natàlia Vidal. Barcelona: Edicions 62, 2002. ISBN 978-84-297-5347-9
- El metall impur. Barcelona: Proa, 2005. ISBN 978-84-8437-858-7
- Noi, ¿has vist la mare amagada entre les ombres?. Barcelona: Proa, 2008. ISBN 978-84-8437-445-9
- La pastoral catalana. Barcelona: Proa, 2009.

### Narrativas
- Zapata als Encants. Barcelona: Quaderns Crema, 1999. ISBN 978-84-7727-285-4

### Outras publicações
- Fot-li que som catalans, Barcelona: L'Esfera dels Llibres, 2005 (juntamente com Xavier Bru de Sala e Miquel de Palol).
- Fot-li més que encara som catalans, Barcelona: L'Esfera dels Llibres, 2006 (juntamente com Xavier Bru de Sala e Miquel de Palol).
- Directe al gra, Ed. Brosquil, 2007.
- Cop de CUP. Viatge a l'ànima i a les arrels de les Candidatures d'Unitat Popular, Barcelona: Columna Edicions, 2012 (juntamente com David Fernàndez).[5]

## Prêmios e reconhecimentos
- 1998 Prêmio Ciudad de Barcelona por L'àngel de la segona mort.
- 2001 Premio de la Crítica de narrativa catalana por El trànsit de les fades'.
- 2003 Prêmio Prudenci Bertrana por L'home que va estimar Natàlia Vidal.
- 2005 Prêmio Sant Jordi de romance por El metall impur
- 2007 Prêmio de la crítica Serra d'Or por El metall impur
- 2009 Prêmio Carlemany por  La pastoral catalana
- 2011 Prêmio de la crítica Serra d'Or por  La pastoral catalana